# Tasman Series 1968
Tasman Series 1968 var ett race som vanns av Jim Clark och Team Lotus, vilket var Clarks sista titel innan han förolyckades senare samma år på Hockenheim i formel 2.

## Delsegrare
| Datum       | Bana             | Vinnare       |
| ----------- | ---------------- | ------------- |
| 6 januari   | Pukekohe         | Chris Amon    |
| 12 januari  | Levin            | Chris Amon    |
| 19 januari  | Wigram           | Jim Clark     |
| 26 januari  | Teretonga        | Bruce McLaren |
| 11 februari | Surfers Paradise | Jim Clark     |
| 18 februari | Warwick Farm     | Jim Clark     |
| 25 februari | Sandown          | Jim Clark     |
| 4 mars      | Longford         | Piers Courage |

## Slutställning
| Plats | Förare          | Poäng |
| ----- | --------------- | ----- |
| 1     | Jim Clark       | 44    |
| 2     | Chris Amon      | 36    |
| 3     | Piers Courage   | 34    |
| 4     | Frank Gardner   | 17    |
| 5     | Graham Hill     | 17    |
| 6     | Bruce McLaren   | 11    |
| 7     | Pedro Rodríguez | 8     |
| 8     | Denny Hulme     | 8     |